# Kupinovik
Kupinovik je rimska villa rustica (ladanjsko-gospodarsko imanje) čija se izgradnja datira na kraj 1. st. prije Krista ili početak 1. st. poslije Krista kod Dola na otoku Hvaru, Hrvatska.

## Smještaj
Nalazi se na otoku Hvaru, sjeverno od naselja Dol, a južno od ceste D116 (između Starog Grada i Jelse). Jedan je od brojnih antičkih lokaliteta u Starogradskom polju.

## Ime
Ime lokaliteta potječe od brojnih kupina koje rastu na tom području.

## Opis
Kompleks ima oblik pravokutnika koji je okružen zidanim kamenim gomilama. Arheološkim iskopavanjima na ovom lokalitetu su otkriveni dijelovi dva tijeska za masline, mlina, bazeni za vodu ili ulje te temelji raznih prostorija. Nađene su i kockice mozaika crne i bijele boje te novčići rimskih careva Domicijana, Trajana i Marka Aurelija.
Na lokalitetu je nađen i uklesan latinski natpis na kamenoj gredi koja je, u sekundarnoj funkciji, služila kao okomiti stup tijeska. Prema sadržaju natpisa može se zaključiti da je nadgrobnog karaktera, a služio je kao arhitrav neke građevine-hrama (aedes). Na natpisu se spominju funkcionari municipalne administracije Pharosa (decurio, adlectus), a datira se u poč. 1. st.
Villa je sigurno bila u funkciji od rane do kasne antike na otoku. Sudeći prema tragovima gorenja, kompleks je stradao u požaru, najvjerojatnije u kasnoj antici.

## Vanjske poveznice
|  | Zajednički poslužitelj ima još gradiva o temi Kupinovik |

- Marin Zaninović: Rimska villa rustica na Kupinoviku kraj Dola

Prilozi povijesti otoka Hvara, br. 1, 1987.